# Império de Gaza
O Estado de Gaza, também conhecido como Império de Gaza, no sul de Moçambique, abrangia, no seu apogeu, toda a área costeira entre os rios Zambeze e Maputo e tinha a sua capital em Manjacaze, na actual província moçambicana de Gaza. Foi fundado por Sochangane (também conhecido por Manicusse, 1821–1858) como resultado do Mfecane, um grande conflito despoletado entre os zulos por consequência do assassinato de Shaka em 1828, que culminou com a invasão de grandes áreas da África Austral por exércitos Nguni.
O rei de Gaza dominou os reis Tonga (possivelmente o mesmo que Tsonga, da língua chiTsonga, a língua actualmente dominante na região sul de Moçambique) através dos membros da sua linhagem, os Nguni, comerciando marfim, que recebia como tributo, com os portugueses, estabelecidos na costa (principalmente em Lourenço Marques e Inhambane).
Aparentemente, sob a chefia de Sochangane o comércio de escravos não seria tão central como havia sido noutras sociedades angunes, não devolvendo aos portugueses os escravos que fugiam para a sua guarda. No entanto, ainda tinham participação neste comércio entre 1830 e 1897, e o seu jugo em Moçambique e Zimbabué resultou em forte opressão dos povos nativos.
Com a sua morte, sucedeu-lhe o seu filho Mawewe que decidiu, em 1859, atacar os seus irmãos para ganhar mais poder. Apenas um irmão, Mzila (ou Muzila) conseguiu fugir para o Transvaal, onde organizou um exército para atacar o seu irmão. A guerra durou até 1864 e, entretanto, a capital do reino mudou-se do vale do rio Limpopo para Mossurize, a norte do rio Save, na actual província moçambicana de Manica.
Em Mossurize, em 1884, ascendeu ao trono Nguni, Gungunhana, filho de Muzila.